# Марченко Віталій Михайлович
Віта́лій Миха́йлович Ма́рченко — старший сержант Збройних сил України, учасник російсько-української війни.

## Нагороди та вшанування
- Указом Президента України № 854/2019 від 20 листопада 2019 року за «особисту мужність і самовіддані дії, виявлені у захисті державного суверенітету та територіальної цілісності України, зразкове виконання військового обов'язку та з нагоди Дня Десантно-штурмових військ Збройних Сил України» нагороджений орденом «За мужність» III ступеня[1].